# 蘇梅國際機場
蘇梅國際機場（音素換寫：Th̀āxākāṣ̄yān nānā chā ti s̄muy），通稱蘇梅機場，是位於泰國蘇梅島上的私營機場。機場位於島上主要鄉村查汶北面約2公里。机场于1984年开始建设，原址为椰子种植园，建成后主要为曼谷航空的航班运营，1996年开通国际航班。

## 设施
機場設有值机大厦、國內線航廈、到达航厦、和国际線大樓。航站区的使用面积超过7,300平方米，每天可容纳约16,000名乘客。蘇梅機場與其他機場不同的地方是，機場大部分地方均是露天的。
国内旅客航站楼于2007年5月27日投入使用，设有4个登机口；国际航站楼2007年8月31日启用，设有2个登机口。机场陆侧还设有一条商业街“Samui Park Avenue”，占地2285平方米，连接航站区各建筑。
機場附近設有2個碼頭。距離較近是大佛碼頭（Big Buddha Pier），旅客可乘渡輪往帕岸島；另一個是Maenam海灘碼頭，位於機場西北方約6公里外，提供前往淘岛及春蓬的高速渡輪。

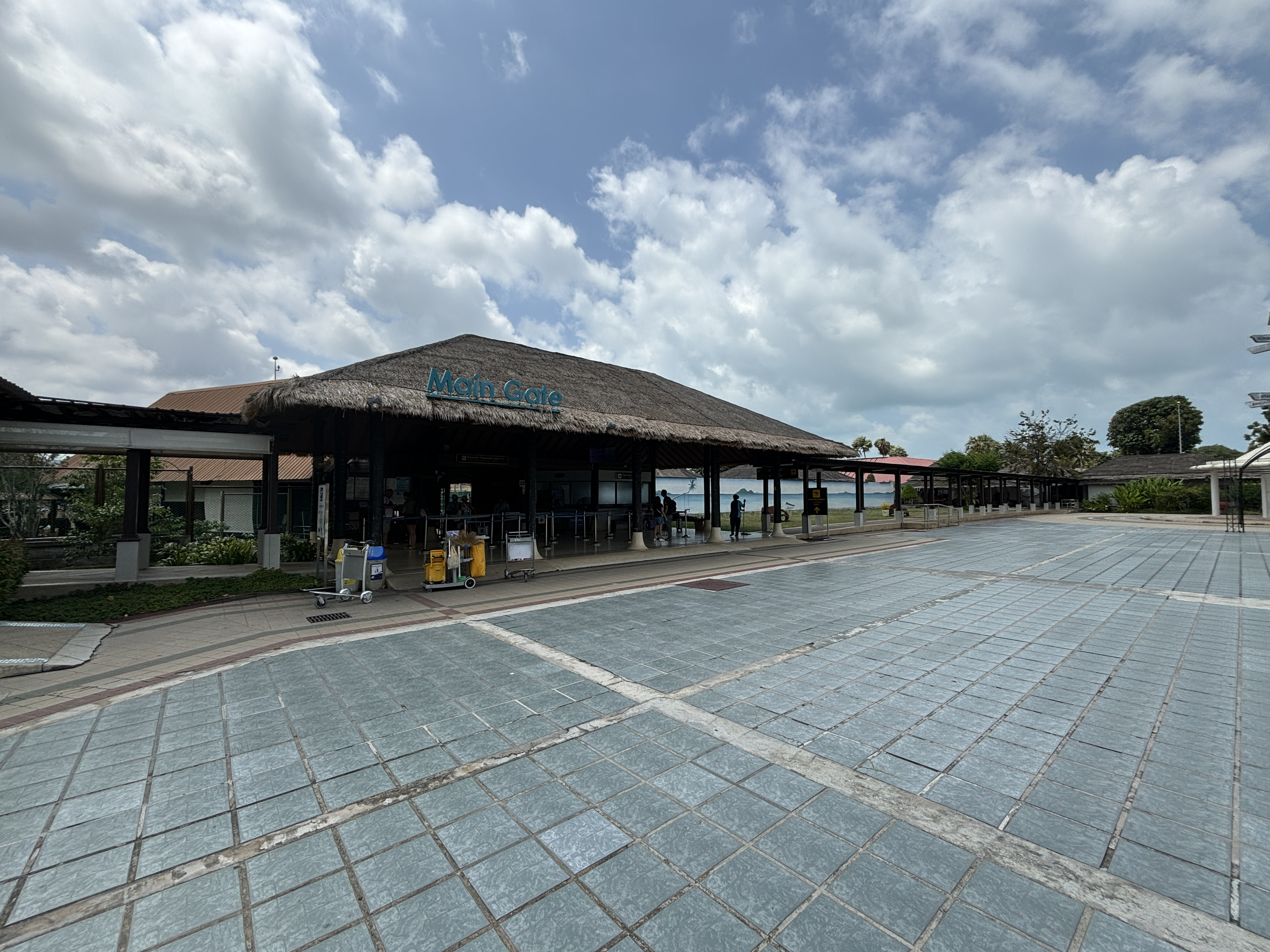
国内出发大楼陆侧入口
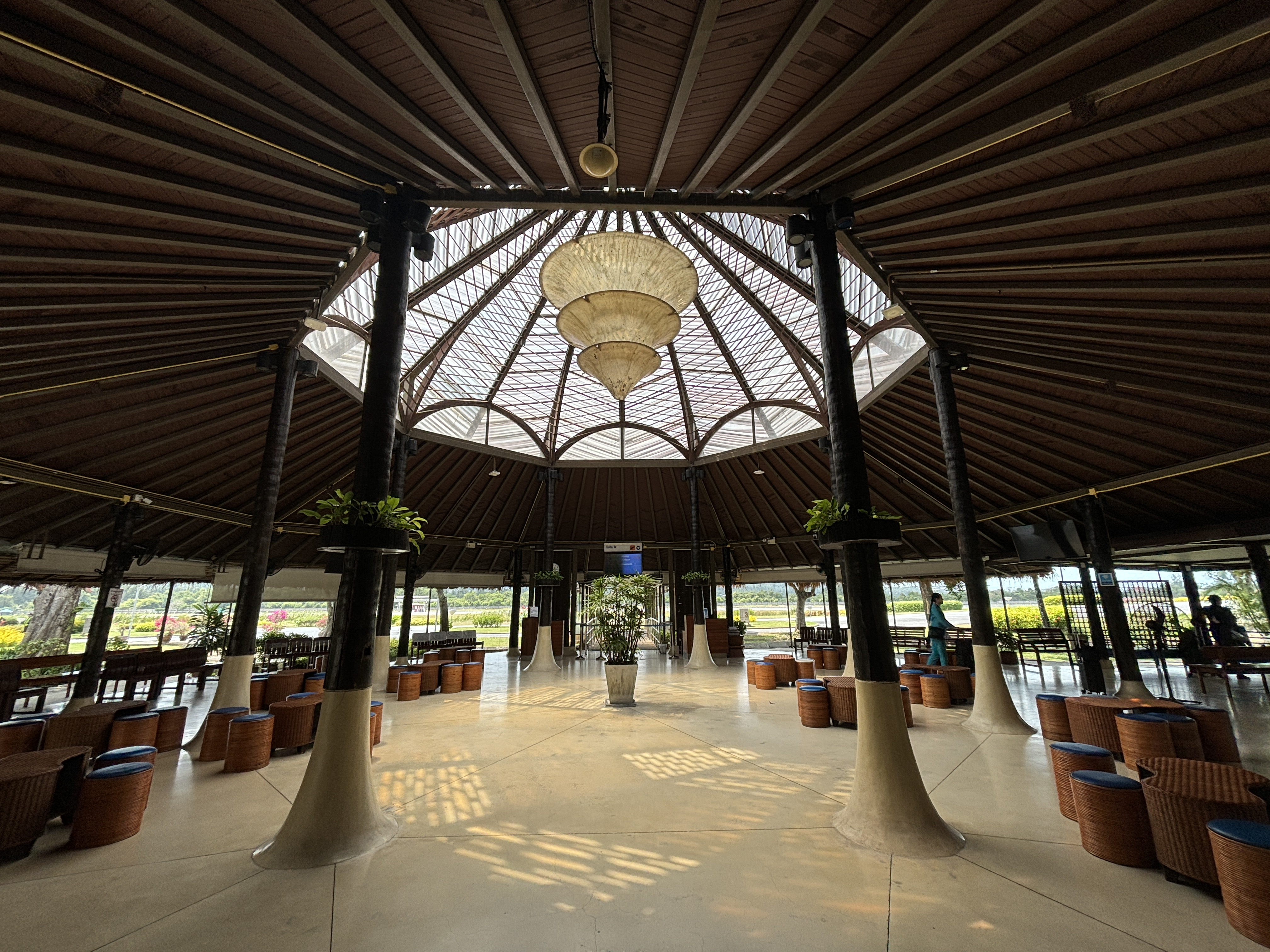
候机区
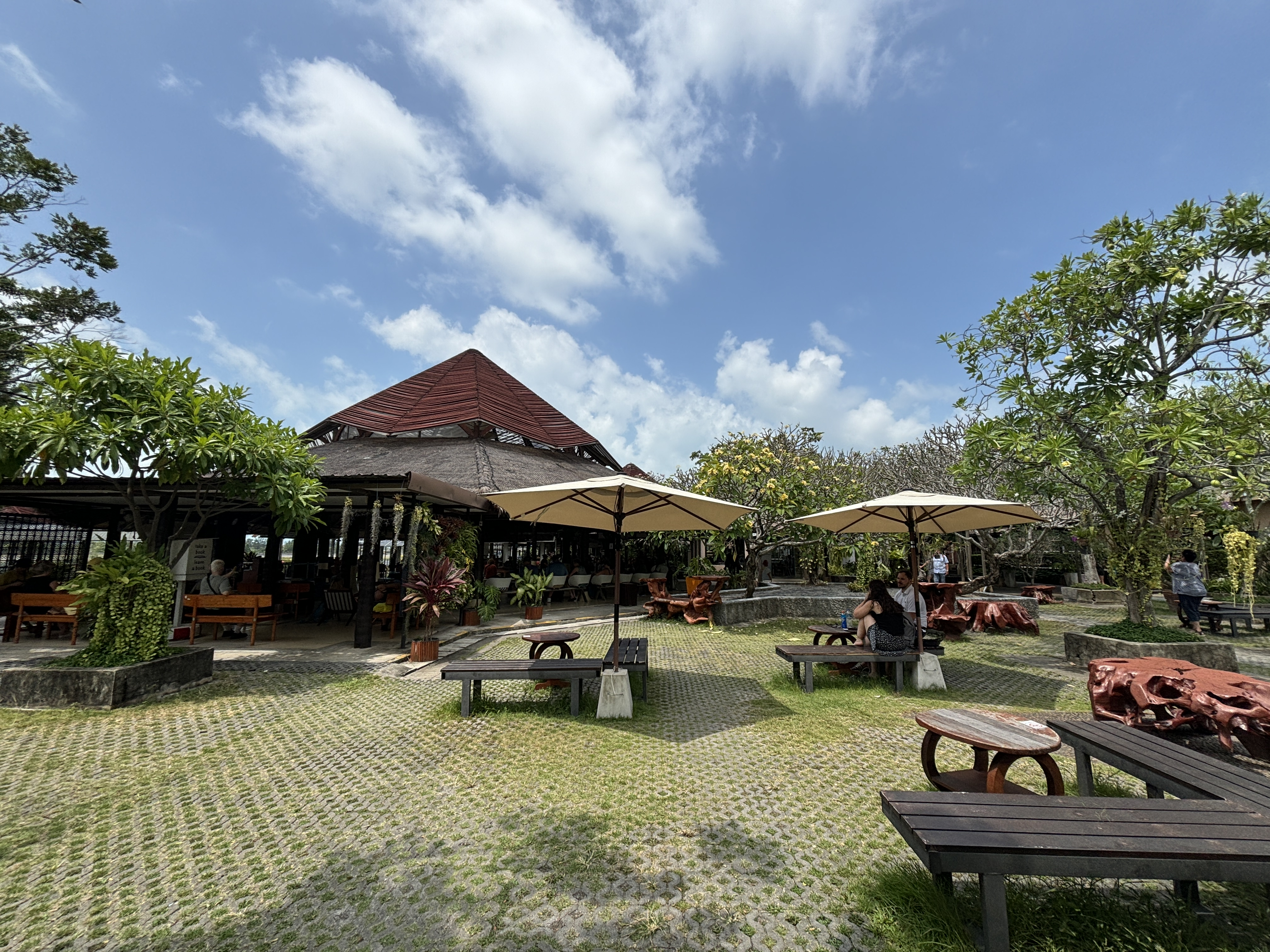
户外候机区
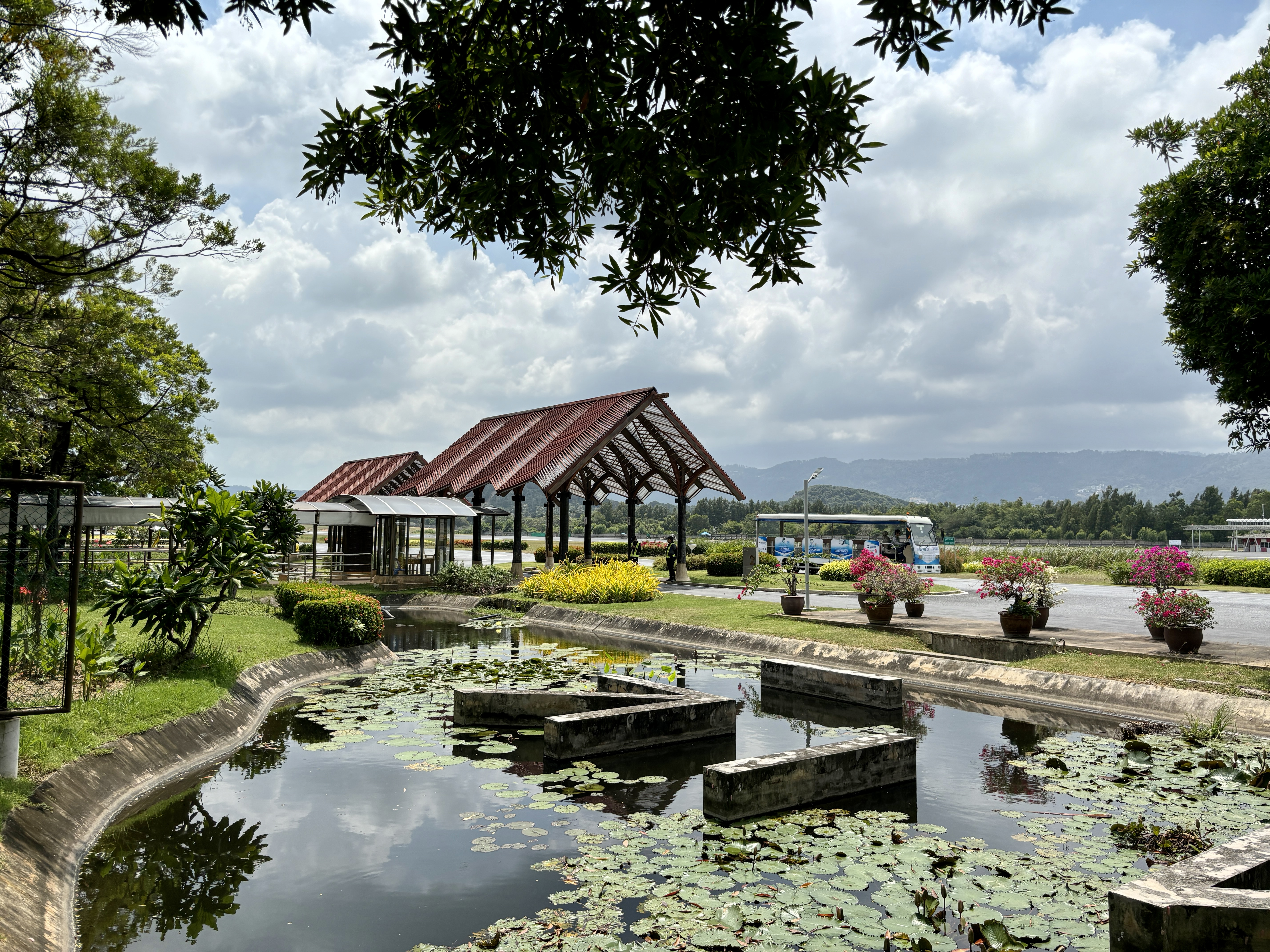
登机口
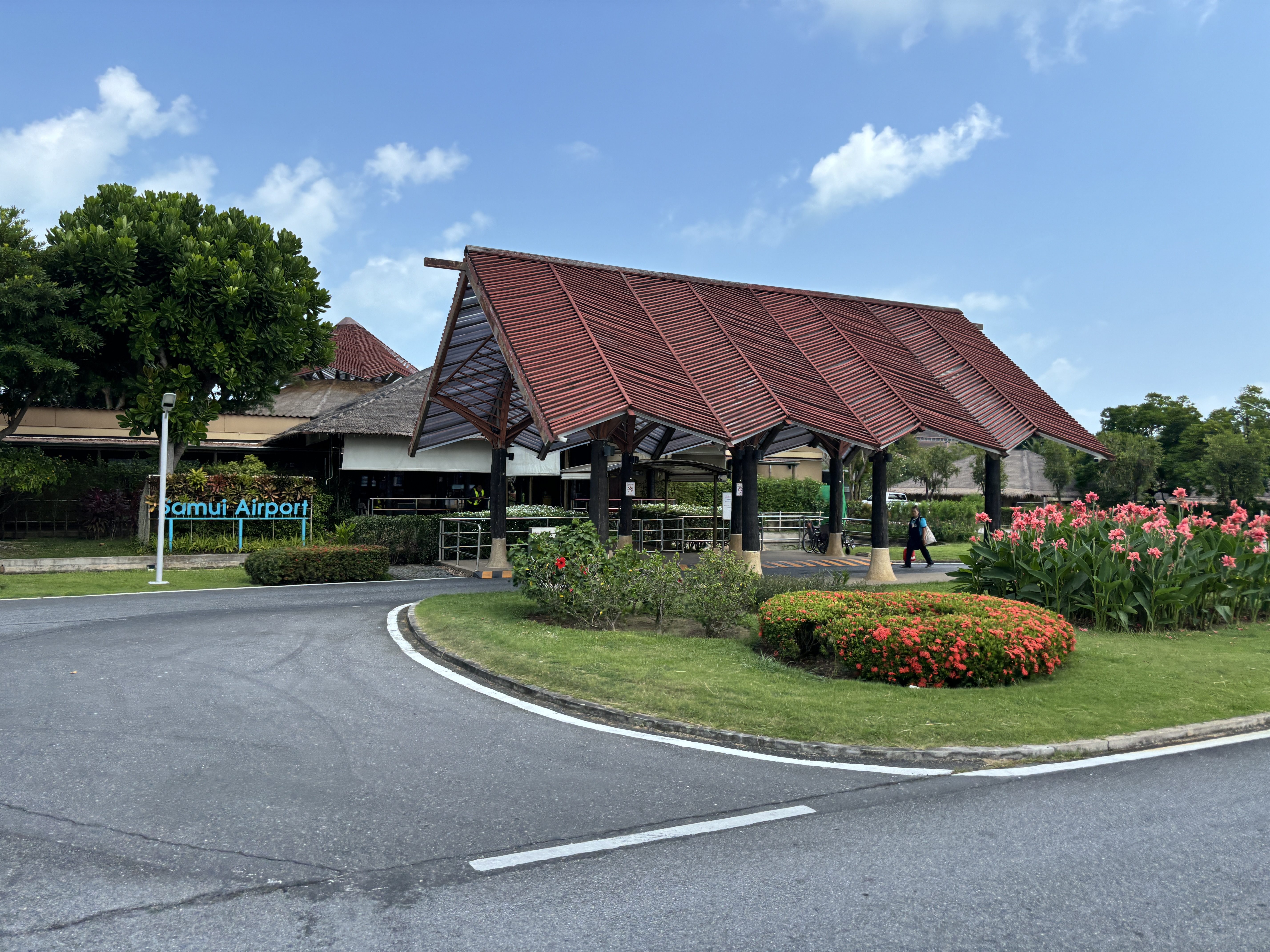
国内到达大楼空侧

## 航空公司及航點
| 航空公司 | 目的地                                             | 客運大樓 |
| -------- | -------------------------------------------------- | -------- |
| 曼谷航空 | 烏打拋、曼谷-廊曼、曼谷-蘇凡納布、清邁、喀比、布吉 | 國內     |
| 曼谷航空 | 成都-天府、香港、新加坡                            | 國際     |
| 酷航     | 新加坡                                             | 國際     |

## 意外與事故
- 1990年11月21日曼谷航空125號班機，一架DHC-8-103型飛機，執行泰國國內線由曼谷廊曼飛往蘇梅，在暴雨及強風下降落時墜毀，機上38人全部罹難。[2]
- 2009年8月4日，曼谷航空266號班機（英语：Bangkok Airways Flight 266），從甲米飛抵蘇梅的ATR72型飛機，在降落時衝出跑道，再撞向控制搭，機上72人中機長身亡，41人受傷。[3]

## 外部連結
- 曼谷航空：蘇梅機場資料
- 蘇梅機場航班時間表
- 蘇梅機場指引 （页面存档备份，存于）
- thaiflyingclub.com：機場資料及圖表 （页面存档备份，存于）
- 蘇梅機場資料
- 泰國航空局：蘇梅機場數據